# Ridderkerk
Ridderkerk est un village et une commune néerlandaise située en province de Hollande-Méridionale. En 2019, sa population s'élève à 46 241 habitants. Outre le centre urbain de Ridderkerk, les villages qui sont rattachés à la commune sont Bolnes, Oostendam, Rijsoord et Slikkerveer.

## Géographie

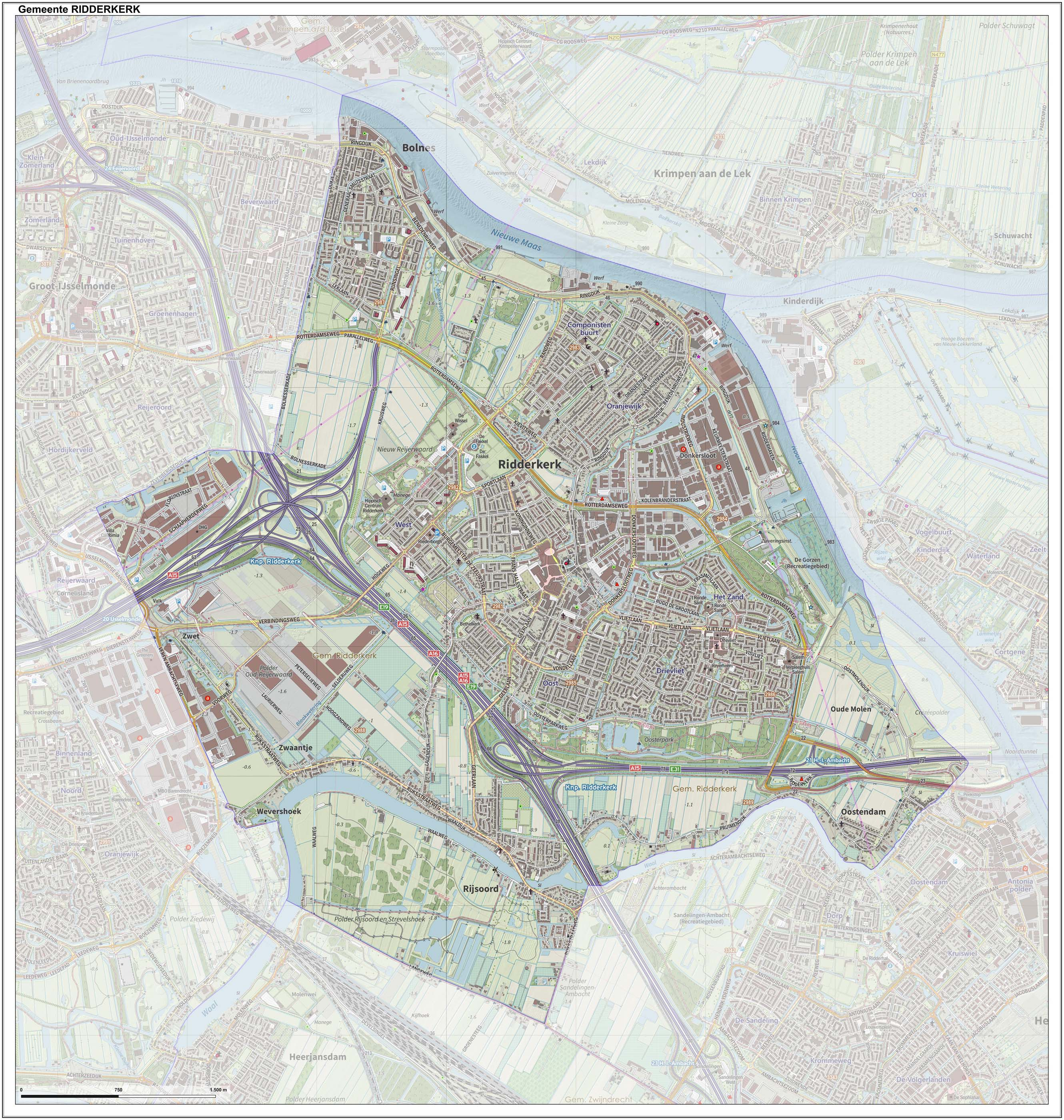
Carte de la commune (2017).

La commune de Ridderkerk a une superficie de 25,32 km2. Elle est bordée par Rotterdam au nord-ouest, Krimpen au nord, Krimpenerwaard au nord-est, Molenlanden et Alblasserdam à l'est, Hendrik-Ido-Ambacht au sud-est, Zwijndrecht au sud et Barendrecht au sud-ouest.

## Personnalités liées à la commune
- Paul de Leeuw, humoriste, habitant à Ridderkerk.
- Human Resource, groupe de gabber, dont les quatre membres originels sont originaires des environs de Ridderkerk.
- Kevin Strootman, footballeur international néerlandais évoluant à l'Olympique de Marseille, né à Ridderkerk.
- Cora van Nieuwenhuizen, femme politique néerlandaise, née à Ridderkerk.